# Los Angeles Airways
Los Angeles Airways ( LAA ) era uma companhia aérea de helicópteros fundada em outubro de 1947 e com sede em Westchester, Califórnia, que oferecia serviços para aeroportos da região em todo o sul da Califórnia.

## História
A Los Angeles Airways iniciou o serviço de correio aéreo em 1º de outubro de 1947, seguido pelo serviço regular de passageiros em novembro de 1954, tornando-se a primeira companhia aérea regular de helicópteros. O hub principal era o Aeroporto Internacional de Los Angeles (LAX), onde os passageiros voavam de e para os heliportos locais, incluindo o Disneyland Resort em Anaheim e o Newporter Resort em Newport Beach, o serviço foi expandido para Ontário e San Bernardino. A frota da LAA cresceu com a aquisição de quatro Sikorsky S-61 em março de 1962, tornando-se a primeira operadora civil do tipo a um preço de compra de $ 650.000 cada.  Em 25 de outubro de 1965, o Civil Aeronautics Board concedeu à LAA um certificado permanente, para continuar as operações regulares de passageiros da linha aérea na área metropolitana de Los Angeles, em conjunto com sua autoridade da Federal Aviation Administration para realizar voos de acordo com as regras de voo por instrumentos (IFR), deu à empresa mais flexibilidade para operar à noite e com mau tempo. A empresa havia considerado obter o Sikorsky S-64 Skycrane, com seções de passageiros destacáveis, mas não conseguiu obter financiamento para a aquisição. Nos anos seguintes, a empresa sofreu dois acidentes fatais e, com o fracasso em consumar um contrato com a Golden West Airlines no qual teria sido comprada, a Los Angeles Airways acabou encerrando as operações em 1971.

## Frota
- 5 Sikorsky S-51
- 7 Sikorsky S-55
- 7 Sikorsky S-61 L
- 2 Sikorsky S-62 A
- 4 DHC-6 Twin Otter